# Адміралтейський (острів)
Острів Адміралтейський (англ. Admiralty Island) — острів архіпелагу Олександра, розташований у штаті Аляска, Сполучені Штати Америки (Північна Америка).

## Географія
Острів в Аляскинській затоці, що у північних широтах Тихого океану, на південному-сході штату Аляска, та відділений від материка, на сході протокою Стівенс, ширина якої, в самій вузькій частині становить 5 км. На заході, від островів Чичагова та Баранова відділений Чатемською протокою шириною до 14 км. На півдні розташовані острови Купреянова та Кую. Простягся з півночі на південь на 154 км, при максимальній ширині до 56 км, довжина берегової лінії становить 973 км. Має площу: за одними даними 4264, за іншими — 4362 км² (5-те місце на Алясці, 7-ме в США та 132-ге у світі). Найбільша висота 1477 м. Острів складається з вершин підводного гірського хребта, який тягнеться вздовж узбережжя Канади і Аляски. Рельєф гористий, береги круті, сильно порізані, головним чином фіордами. Острів складений переважно пізньопротерозойськими інтрузивними та метаморфічними породами.
Населення острова Адміралтейський у 2000 році становило 650 осіб. Тут проживає переважно індіанський народ — Тлінгіти. Найбільший населений пункт — Ангун (444 особи, 2016).

## Історія
Вперше з європейців острів було відкрито і досліджено учасником Ванкуверської експедиції (1791–1795) Джозефом Відбі в липні-серпні 1794 року, на кораблі «Діскавери (1789)». Острів був названий відомим мореплавцем, капітаном корабля і керівником цієї експедиції Джорджем Ванкувером на честь Британського Адміралтейства, у якому він служив.

## Економіка
На острові з 1989 року працює велика шахта з видобутку срібла, як супутній продукт добувають також золото, цинк і свинець. Тут є великі поклади бурого вугілля.
На північній частині острова з 1904 року функціонує маяк Point Retreat Light.

## Фауна
Переважна частина острова (3868 км²), є заповідником Адміралтейський — національна пам'ятка природи (на мапі острова забарвлена сірим кольором, див. картку статті), в якому живе до 1700 бурих ведмедів, тобто на кожного жителя острова доводиться майже по три ведмеді. Також на острові водяться чорнохвостий олень, снігові кози, селиться більше як 5000 білоголових орланів, в прибережних водах мешкають тюлені, морські свині (дальфіни) і морські леви, в найбільшу затоку острова, Сеймур-Канал, часто заходять горбаті кити, а в річках водиться багато лосося. На ведмедів та снігових кіз ведеться організоване полювання.